# Courtella scobinifera
Courtella scobinifera är en stekelart som först beskrevs av James Waterston 1920.  Courtella scobinifera ingår i släktet Courtella och familjen fikonsteklar. Inga underarter finns listade i Catalogue of Life.